# Майський Жук (Брянська область)
Майський Жук (рос. Майский Жук) — селище у Брасовському районі Брянської області Росії. Входить до складу муніципального утворення Вороновологське сільське поселення.
Розташоване за 5 км на захід від смт Локоть, біля автодороги М3  Москва-Київ. Постійне населення з 2003 року відсутнє.

## Історія
Виникло у 1920-ті роки. До 1975 входило до Городищенської 1-ї сільради.
У 2006-2009 рр. через помилки в офіційних документах значився у Веребському сільському поселенні.

## Населення
Постійне населення з 2003 року відсутнє.
У минулому чисельність мешканців була такою:
| Роки      | 1926 | 1979 | 1989 | 2002 | 2010 |
| --------- | ---- | ---- | ---- | ---- | ---- |
| Населення | 78   | 33   | 10   | 2    | 0    |